# Тилберт Хексемский
Тилберт (англ. Tilbert; умер в 789) — епископ Хексема (781—789). Святой Католической церкви, память 7 сентября.
Святой Тилберт 2 октября 781 года стал епископом Хексема после святого Алькмунда. В хрониках его именуют святым и возлюбленным отцом, хотя детали его почитания неизвестны.